# 羽田空港 (大田区)
羽田空港（はねだくうこう）は、東京都大田区の町名。現行行政地名は羽田空港一丁目から羽田空港三丁目。郵便番号は144-0041。
現在は東京国際空港（通称：羽田空港）及び関連施設の敷地が多くを占めるが、かつては穴守稲荷神社や羽田穴守海水浴場、羽田競馬場などを中心とした首都近郊の一大観光地として知られた。

## 地理
大田区の沿岸部に所在し、多摩川を挟んで神奈川県川崎市川崎区浮島町・殿町、海老取川を挟んで羽田・羽田旭町・東糀谷・大森南、京浜運河や東京湾を挟んで昭和島・京浜島・城南島・令和島などと接する。

### 河川
- 多摩川
- 海老取川
- 京浜運河

## 歴史
今の羽田空港一丁目・二丁目付近にあたる地域は「羽田浦」などと呼ばれ、元禄・天明の頃には葦が一面に密生した干潟であった。
武蔵国荏原郡羽田猟師町で代々名主をしていた鈴木彌五右衛門という人物がいた。この彌五右衛門は羽田浦の東方にある干潟に目をつけ、その数町歩にわたる干潟を埋め立てて、新しい田畑を開発することにした。そこで彌五右衛門はこの干潟を羽田村の名主石井四郎右衛門より譲り受けて、この干潟に堤防を作って開墾を始めた。この際、彌五右衛門は猟師町の名主職を嗣子に譲り、 自ら移り住んで開拓に取り組んだという。この開墾事業は無事に成功したが、東京湾や多摩川に面する埋立地という環境のため、常に高潮、洪水などの水害の危険を孕んでいた土地であった。そのため彌五右衛門は、作物を植えるところは高く土を盛り、また堤防を強くするために数千本の松の木を植えることにした。この松の防潮林は、その後成長すると、沖から眺めると非常に美しい景観となった。それでこの地は、その地形から「扇ヶ浦」とか、元々一つの小さな島があったことから「要島」と人々から呼ばれるようになる。
1829年（文政12年）、この開墾地は羽田猟師町から分かれて「鈴木新田」と名付けられた。その後、羽田村・羽田猟師町・鈴木新田の三集落を合わせて「羽田三ヶ村」といわれるようになった。
1889年5月1日、町村制の施行により、荏原郡麹谷村・萩中村・羽田猟師町・羽田村と合併し、東京府荏原郡羽田村大字鈴木新田となる。
1907年10月4日、羽田村が町制施行して、東京府荏原郡羽田町大字鈴木新田となる。
1932年10月1日、荏原郡羽田町が東京市へ編入され、新設された蒲田区の一部となる。あわせて、鈴木新田も「羽田穴守町・羽田鈴木町・羽田江戸見町・羽田御台場・鈴木御台場」に改称・分割される。
- 旧羽田穴守町：現羽田空港一丁目及び二丁目の一部、町域は現B滑走路の南端付近[8]。穴守稲荷神社をはじめ、鉱泉宿や料亭、土産物屋など多種多様な商店が並ぶ門前町の中核であった[9]。
- 旧羽田鈴木町：現羽田空港一丁目及び二丁目の一部、町域は現荏原製作所の対岸付近から現羽田空港ワークステーション付近に亘ってL字型に広がっていた[10]。商店が集まっていた穴守町とは対象的に、数多くの人家が集まっており、玉川弁財天や鈴納稲荷神社も鈴木町内に鎮座していた。また、東西に穴守線が通り、終点の穴守駅も鈴木町内にあった[11]。
- 旧羽田江戸見町：現羽田空港一丁目及び二丁目の一部、町域は現羽田空港一丁目の北半分にあたり、東京モノレールの整備場駅のほか各航空会社の関連ビルや整備工場・格納庫など多くの建物が並んでいる[12]。羽田運動場や鴨場、のちには東京国際空港の前身である国営の民間飛行場・東京飛行場が所在し、穴守町・鈴木町と比較して住民はほとんどいなかった[13]。
- 旧羽田御台場・鈴木御台場・猟師町御台場：現羽田空港二丁目の一部、町域は第3ターミナル付近。羽田競馬場が所在した。

1943年（昭和18年）7月1日、東京都制により東京府と統合されて東京市は廃止。東京都蒲田区羽田穴守町・羽田江戸見町・羽田鈴木町・羽田御台場・鈴木御台場となる。
1947年（昭和22年）3月15日、蒲田区が大森区と合併し、東京都大田区羽田穴守町・羽田江戸見町・羽田鈴木町・羽田御台場・鈴木御台場となる。
1967年（昭和42年）5月1日、住居表示が実施され、東京都大田区羽田穴守町・羽田江戸見町・羽田鈴木町・鈴木御台場・羽田御台場及び猟師町御台場が、現行の地名である東京都大田区羽田空港一丁目および二丁目になる。
1993年（平成5年）7月1日には住居表示を実施され、羽田空港三丁目が設置される。

## 沿革
- 天明年間（1780年代頃） - 武蔵国荏原郡羽田村東方の羽田浦と呼ばれていた低湿地帯を、羽田猟師町の名主鈴木弥五右衛門が譲り受け、新田の開発を始め、扇ヶ浦や要島などと呼ばれるようになる。
- 1815年（文化12年） - 近在農村の分家層でとくに大森村からの出百姓らが居住するようになり、新田としての形態が整えられた[7]。
- 1829年（文政12年） - 羽田猟師町から分けられて「鈴木新田」と名付けられる。
- 1868年8月17日（慶応4年6月29日） - 明治維新に伴い、武蔵知県事の管轄となる。
- 1869年3月（明治2年2月） - 品川県の管轄となる。
- 1871年8月29日（明治4年7月14日）- 廃藩置県により、行政区画としての品川県の管轄となる。
  - 12月25日（明治4年11月14日） - 東京府の管轄となる。
- 1878年（明治11年）11月2日 - 郡区町村編制法の東京府での施行により、行政区画としての荏原郡の管轄となる。
- 1885年（明治18年）11月26日 - 鈴木新田鎮守の穴守稲荷神社が公認の神社となり、以後鳥居前町として発展する。
- 1889年（明治22年）5月1日 - 町村制の施行により、東京府荏原郡麹谷村・萩中村・羽田猟師町・羽田村と合併し、東京府荏原郡羽田村大字鈴木新田となる。
- 1894年（明治27年） - ナトリウム冷鉱泉が湧出し、以後鉱泉宿街としても発展する[14]。
- 1899年（明治32年） - 「稲荷道」と通称される5町程の海老取川から穴守稲荷神社の南側に至る新道が開かれる。
- 1901年（明治34年） - 中央新聞社主催の東日本の避暑地「畿内以東十六名勝」のコンクールで「府下羽田穴守境内」が1位になる
- 1902年（明治35年）6月28日 - 京浜電気鉄道穴守線（蒲田駅 - 初代穴守駅）開通する。
- 1907年（明治40年）10月4日 - 羽田村が町制施行して、東京府荏原郡羽田町大字鈴木新田となる。
- 1909年（明治42年）4月4日 - 羽田運動場が置かれる。
- 1911年（明治44年）7月5日 - 羽田海水浴場が開設される。
  - 11月18日・19日 - 羽田運動場で国際オリムピック大会選手予選会が開かれる[15]。
- 1913年（大正2年）12月31日 - 京浜穴守線が鈴木新田内まで延伸し穴守駅が当地に置かれる。
- 1917年（大正6年） - 日本飛行学校が置かれる。
- 1923年（大正12年）9月1日 - 関東大震災により、羽田運動場護岸施設などが被害を受ける。
- 1929年（昭和4年） - 穴守稲荷神社が昭和の御大典を機に村社へ昇格し、名実ともに鈴木新田の鎮守となる。同年10月には、京浜電鉄の重役が穴守稲荷神社一の大鳥居として朱鳥居（後の羽田空港に残された大鳥居）を穴守駅前に奉納した。
- 1931年（昭和6年）8月25日 - 東京飛行場が開港。東京中央郵便局飛行場分室を設置[16]。
- 1932年（昭和7年）10月1日 - 羽田町が東京市に編入され、東京府東京市蒲田区羽田穴守町・羽田江戸見町・羽田鈴木町・羽田御台場・鈴木御台場に分割・改称される[17]。なお、当初は大森町・入新井町・羽田町で大森区となる予定であった。
- 1938年（昭和13年）2月7日 - 羽田運動場を廃場し、東京飛行場が拡張される。
- 1937年（昭和12年） - 羽田競馬場が廃場。
- 1941年（昭和16年）10月1日 - 茨城県霞ヶ浦より海軍航空隊の一部が飛行機20機・士官70人・兵員1250人の東京分遣隊として東京飛行場に移される。
- 1942年（昭和17年） - 羽田穴守海水浴場の営業が中止となる。
- 1944年（昭和19年） - 洲崎の遊郭関係者が移転し、特殊飲食街が新たに誕生する。
- 1943年（昭和18年）7月1日 - 東京都制により東京府と統合されて東京市は廃止。東京都蒲田区羽田穴守町・羽田江戸見町・羽田鈴木町・羽田御台場・鈴木御台場となる。
- 1945年（昭和20年）4月15日 - 城南京浜大空襲により羽田全域の3分の2が焼け野原になる。
  - 9月13日 - 東京飛行場が連合国軍が使用する基地となり、Haneda Army Airbase（ハネダ・アーミー・エアベース）と改称される。
  - 9月21日 - 海老取川以東の一帯がGHQにより接収され、穴守稲荷神社旧一の大鳥居を残して、羽田穴守町・羽田鈴木町・羽田江戸見町の各種施設や住民約1200世帯が強制退去させられる。
  - 11月 - アメリカ軍808飛行場建設部隊による空港拡張工事が本格的に開始される。
- 1946年（昭和21年）6月 - 旧A滑走路（2000 m×45 m）と旧B滑走路（1650 m×45 m）が完成する。
- 1947年（昭和22年）3月15日 - 蒲田区が大森区と合併し、東京都大田区羽田穴守町・羽田江戸見町・羽田鈴木町・羽田御台場・鈴木御台場となる。
- 1950年（昭和25年）7月1日 - 東京中央郵便局羽田飛行場分室が、羽田飛行場内に設置される[18]。
- 1951年（昭和26年） - 羽田航空測候所が設置される。
  - 8月23日 - 東京中央郵便局羽田飛行場分室が、一時閉鎖となる[19]。
- 1952年（昭和27年） - 羽田航空測候所が羽田航空地方気象台に改組される。
  - 4月9日 - 東京中央郵便局羽田飛行場分室が、廃止となる[20]。
  - 4月10日 - 東京中央郵便局羽田局が、羽田江戸見町羽田飛行場内に設置される[21]。
  - 7月1日 - 滑走路・誘導路・各種航空灯火等の諸施設がアメリカ軍から日本国政府に移管され、東京国際空港に改称される。これにあわせて、空港内の警察業務のため、蒲田警察署からの配員によって東京国際空港警戒配置箇所が配置される。
- 1955年（昭和30年）5月17日 - 東京国際空港の新ターミナルビルが建設され、屋上に穴守稲荷神社空港分社が創建された。
  - 9月7日 - 東京国際空港警戒配置箇所が東京国際空港警備派出所と改称
- 1956年（昭和31年）1月22日 - 東京中央郵便局羽田分局が、廃止となる[22]。
- 1957年（昭和32年） - 羽田航空地方気象台が東京航空地方気象台に名称変更される。
- 1958年（昭和33年）6月 - 東京国際空港が日本国政府に全面返還される。
  - 7月22日 - 東京国際空港警備派出所が蒲田警察署羽田空港支所となる。

- 1960年4月1日 - 蒲田警察署羽田空港支所が東京空港警察署として昇格。

- 1963年（昭和38年）7月11日 - 財団法人日本航空協会（当時）の航空神社より分霊を勧請し、羽田航空神社が創建された。
- 1964年（昭和39年）8月 - 首都高速1号羽田線空港出入口（後の空港西出入口）が開設される。
  - 9月17日 - 東京モノレール羽田線羽田駅（天空橋駅の前身）が開業。
- 1966年（昭和41年）3月 - 2月及び3月に立て続けに起こった全日本空輸とカナダ太平洋航空の羽田空港付近での飛行機大事故を受けて、当時の中村寅太運輸大臣や瀬戸山三男建設大臣なども賛同し、空港内に穴守稲荷神社を復興する計画が立てられた。
- 1967年（昭和42年）3月20日 - 羽田整備場駅（後の整備場駅）が開業。

- 1967年（昭和42年）5月1日 - 住居表示が実施され、東京都大田区羽田穴守町・羽田江戸見町・羽田鈴木町・鈴木御台場・羽田御台場及び猟師町御台場が、東京都大田区羽田空港一丁目および二丁目になる[23]。
- 1984年（昭和59年）1月 - 羽田空港東方の海面を埋め立てて空港施設を移設・拡張する沖合展開事業（通称: 沖展）が着工される。
  - 2月1日 - 東京鉄道郵便局東京空港分局が、二丁目（東京空港局内）に置かれる[24]。
- 1985年（昭和60年）7月1日 - 東京空港郵便局が廃止される[25]。羽田空港郵便局が、二丁目に置かれる[26]。
- 1986年（昭和61年）4月 - 第三管区海上保安本部羽田特殊救難基地設置
  - 10月1日 - 東京鉄道郵便局東京空港分局が廃止される[27]。二丁目に東京輸送郵便局東京空港センターが置かれる[28]。
- 1989年（平成元年）6月28日 - 一丁目に羽田整備場駅前郵便局が置かれる[29]。
- 1990年（平成2年）8月6日 - 二丁目4-7に羽田郵便局が置かれる[30]。東京輸送郵便局東京空港センターが廃止される[31]。
- 1993年（平成5年）4月1日 - 京急空港線羽田駅（後の天空橋駅）が開業。
  - 7月1日 - 住居表示を実施し羽田空港三丁目を設置[32]。
  - 9月27日 - 羽田空港新国内線ターミナルビル（現・第1旅客ターミナルビル、愛称・ビッグバード）が供用開始。東京モノレール新整備場駅および羽田空港駅（後の羽田空港第1ターミナル駅）が開業。首都高速湾岸線空港中央出入口が開設される。羽田郵便局が三丁目へ移転する[33]。羽田空港郵便局が三丁目へ移転する[34]。
- 1994年（平成6年）12月21日 - 多摩川トンネルが供用開始となる。
- 1998年（平成10年）11月18日 - 京急空港線羽田空港駅（後の羽田空港第1・第2ターミナル駅）が開業。
- 1999年（平成11年）7月22日 - ユーティリティセンタービル内郵便局を三丁目5-10へ設置する[35]。
- 2002年（平成14年）10月1日 - 羽田郵便局が廃止となる[36]。
- 2004年（平成16年）12月1日 - 羽田空港第2旅客ターミナルビルが供用開始。羽田空港第2ビル駅（後の羽田空港第2ターミナル駅）が開業。
- 2010年（平成22年）10月21日 - D滑走路・国際線地区が供用開始。羽田空港国際線ターミナル駅および羽田空港国際線ビル駅（いずれも後の羽田空港第3ターミナル駅）が開業。
- 2011年（平成23年）11月30日 - 羽田空港船着場が開設される。
- 2012年（平成24年）3月31日 - ユーティリティセンタービル内郵便局が廃止となる[37]。
- 2020年（令和2年）7月3日 - 「HANEDA INNOVATION CITY」一部施設が先行開業
  - 7月18日 - Zepp Haneda（TOKYO）開業。
  - 9月18日 - 「HANEDA INNOVATION CITY」が正式に開業。
- 2022年（令和4年）3月12日 - 二丁目と多摩川を隔てた神奈川県川崎市川崎区殿町を結ぶ多摩川スカイブリッジが開通。
  - 12月21日 - 「羽田エアポートガーデン」一部施設が先行開業。
- 2023年（令和5年）1月31日 - 「羽田エアポートガーデン」が全面開業。

## 町名の変遷
| 実施後       | 実施年月日    | 実施前（いずれも羽田町）                                                                             |
| ------------ | ------------- | --- |
| 羽田鈴木町   | 1932年10月1日 | 大字鈴木新田字宮ノ下・字鈴納耕地・字巽ノ方・字明神崎・字辰巳之方・字堤外東南                         |
| 羽田穴守町   | 1932年10月1日 | 大字鈴木新田字東崎・字堤外東北・字堤外乾績                                                           |
| 羽田江戶見町 | 1932年10月1日 | 大字鈴木新田字江戶見崎・字江戶見崎北ノ方                                                             |
| 羽田御臺場   | 1932年10月1日 | 大字羽田字御臺場                                                                                     |
| 鈴木御臺場   | 1932年10月1日 | 大字鈴木新田字辰巳島・字御臺場・字御臺場耕地績中堤防ノ内・字御臺場耕地績中堤防外北ノ方・字御臺場耕地 |
| 獵師町御臺場 | 1932年10月1日 | 大字羽田獵師町字御臺場                                                                               |

| 実施後         | 実施年月日   | 実施前 |
| -------------- | ------------ | --- |
| 羽田空港一丁目 | 1967年5月1日 | 羽田江戸見町の一部、羽田鈴木町の一部、羽田穴守町の一部 |
| 羽田空港二丁目 | 1967年5月1日 | 羽田御台場、猟師町御台場、鈴木御台場、羽田江戸見町の一部、羽田鈴木町の一部、羽田穴守町の一部 |
| 羽田空港三丁目 | 1993年7月1日 | 羽田空港三丁目、京浜八区B区、京浜九区A区、京浜九区B区第一工区、京浜九区B区第二工区、羽田沖埋立地第一工区、羽田沖埋立地第二工区A区、羽田沖埋立地第二工区B区、羽田沖埋立地第三工区A区イ区、羽田沖埋立地第三工区A区ロ区、羽田沖埋立地第三工区B区イ区、羽田沖埋立地第三工区B区ロ区、羽田沖埋立地第三工区C区、羽田沖埋立地第三工区D区イ区、羽田沖埋立地第三工区E区、羽田沖埋立地第四工区A区イ区、羽田沖埋立地第四工区A区ロ区、羽田沖埋立地第四工区B区イ区、羽田沖埋立地第四工区B区ロ区、羽田沖埋立地第四工区B区ハ区、羽田沖埋立地第四工区B区ニ区、羽田空港二丁目南東側地先公有水面、羽田空港二丁目地先国有水没地、羽田空港三丁目地先公有水面羽田沖埋立地第四工区B区ホ区、羽田沖その三埋立地第一工区、羽田空港二丁目東側地先公有水面羽田沖その三埋立地第二工区 |

## 人口
戦前は1200世帯3000人の住民がいたが、戦後の連合国軍による強制接収以降は、0人となった。その後、羽田空港一丁目に全寮制の航空保安大学校が創設され、寮生160人前後の住民がいた。しかし、2008年（平成20年）3月に同校が大阪府泉佐野市に移転したため、人口は再び0人となった。それから現在に至るまで、羽田空港の人口は常に0人である。

## 学区
区立小・中学校に通う場合、学区は以下の通りとなる（2023年3月時点）。ただし、住民不在のため、実際には通学する児童・生徒はいない。
| 丁目           | 番地 | 小学校             | 中学校             |
| -------------- | ---- | ------------------ | ------------------ |
| 羽田空港一丁目 | 全域 | 大田区立羽田小学校 | 大田区立羽田中学校 |
| 羽田空港二丁目 | 全域 | 大田区立羽田小学校 | 大田区立羽田中学校 |
| 羽田空港三丁目 | 全域 | 大田区立羽田小学校 | 大田区立羽田中学校 |

## 事業所
2021年（令和3年）現在の経済センサス調査による事業所数と従業員数は以下の通りである。
| 丁目           | 事業所数  | 従業員数 |
| -------------- | --------- | -------- |
| 羽田空港一丁目 | 118事業所 | 4,536人  |
| 羽田空港二丁目 | 159事業所 | 4,728人  |
| 羽田空港三丁目 | 403事業所 | 44,306人 |
| 計             | 680事業所 | 53,570人 |

### 事業者数の変遷
経済センサスによる事業所数の推移。
| 年                 | 事業者数 |
| ------------------ | -------- |
| 2016年（平成28年） | 603      |
| 2021年（令和3年）  | 680      |

### 従業員数の変遷
経済センサスによる従業員数の推移。
| 年                 | 従業員数 |
| ------------------ | -------- |
| 2016年（平成28年） | 53,723   |
| 2021年（令和3年）  | 53,570   |

## 交通

### 鉄道
- 京急空港線
- 天空橋駅 - 羽田空港第3ターミナル駅 - 羽田空港第1・第2ターミナル駅
- 東京モノレール羽田空港線
- 整備場駅 - 天空橋駅 - 羽田空港第3ターミナル駅 - 新整備場駅 - 羽田空港第1ターミナル駅 - 羽田空港第2ターミナル駅

### 道路
- 首都高速湾岸線 - 空港北トンネル・空港中央出入口・湾岸環八出入口・多摩川トンネル
- 首都高速1号羽田線 - 羽田トンネル・羽田可動橋・空港西出入口
- 国道131号
- 国道357号（東京湾岸道路）
- 東京都道311号環状八号線

## 施設
- 東京国際空港（通称・羽田空港）
- 東京空港警察署
- 第三管区海上保安本部羽田特殊救難基地
- 東京航空地方気象台
- 日本航空安全啓発センター
- HANEDA INNOVATION CITY
- 穴守稲荷神社旧一の大鳥居 - 現在でも日本航空メインテナンスセンターや三愛オブリ株式会社等の敷地内に穴守稲荷神社の分社がある。
- 羽田航空神社
- 羽田エアポートガーデン

## その他

### 日本郵便
- 郵便番号 : 144-0041[3]（集配局 : 蒲田郵便局[43]）。